# Fresnoy-Andainville
Fresnoy-Andainville è un comune francese di 93 abitanti situato nel dipartimento della Somme nella regione dell'Alta Francia.

## Società

### Evoluzione demografica
Abitanti censiti